# 테트라바에나과

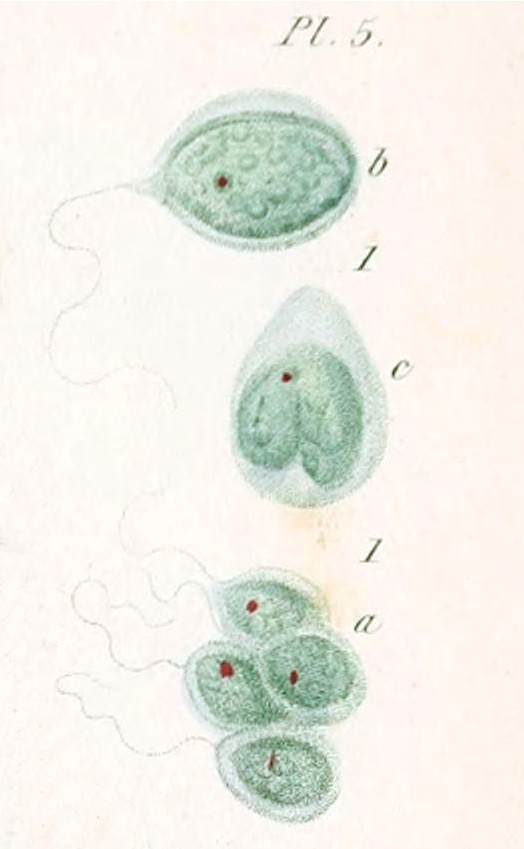

테트라바에나과(Tetrabaenaceae)는 녹조강 클라미도모나스목에 속하는 녹조류과의 하나이다. 2속 2종으로 이루어져 있다.

## 하위 속
- 바시클라미스속 (Basichlamys) - 유일종 B. sacculifera
- 테트라바에나속 (Tetrabaena) - 유일종 T. socialis